# Evangelistar von Turow

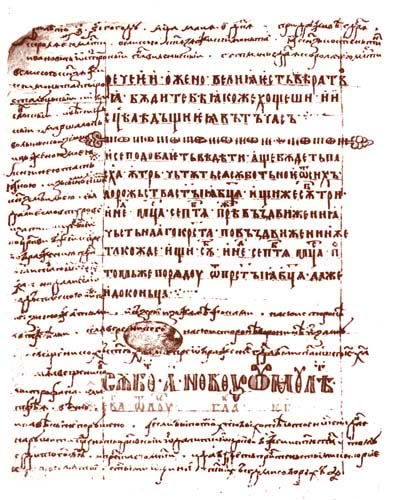
Evangelistar von Turow

Das Evangelistar von Turow ist eine Handschrift in altkirchenslawischer Sprache aus dem 11. Jahrhundert.
Es ist die älteste Handschrift, die im heutigen Belarus gefunden wurde.
Sie enthält Textabschnitte (Perikopen) aus den Evangelien des Neuen Testaments für die liturgische Lesung. Es sind 10 Pergamentblätter im Format 22,2 × 17,8 cm erhalten, die mit brauner Tinte in kyrillischer Schrift in je 17 bis 18 Zeilen beschrieben sind. Die Initialen sind mit roter, grüner und blauer Tinte verziert.
Zwei Anmerkungen von 1508 und 1513 berichten, dass die Handschrift von Großhetman Konstantin Ostroschski an die Verklärungskirche in Turow (Turau) gegeben wurde.
1865 wurden die Blätter in Turau entdeckt. Heute befinden sie sich in der Bibliothek der Litauischen Akademie der Wissenschaften in Vilnius.